# Аль Мадрігал
Аль Мадрігал (Алессандро Ліборіо Мадрігал) (англ. Al Madrigal, Alessandro Liborio Madrigal, нар. 4 липня 1971 Сан-Франциско, Каліфорнія, США) — американський актор-комік.

## Ранні роки
Аль Мадрігал виріс в районі Сансет. Його батько має мексиканське походження, а мати — сицилійського походження. Навчався в приватній католицької школі ім. Ігнатія Лойоли. Потім Мадрігал навчався в Сан-Франциському університеті.

## Кар'єра
Аль Мадрігал почав працювати і працює досі переважно в гумористичному напрямку. З 1998 року повністю присвячує себе комедійного жанру. Мадрігал почав свою кар'єру з виступів у клубах. У 2002 році брав участь на комедійних фестивалях в Монреалі. У 2009 році Мадрігал почав співпрацювати з телевізійною компанією «Fox Broadcasting Company» і почав з'являтися в серіалах. У 2009 році з'явився на ток-шоу «The Tonight Show» разом з Конаном О'Браєном. У 2011 році з'явився на ток-шоу «Conan». У 2012 році Аль Мадрігал і комік Білл Барр заснували співтовариство коміків «All Things Comedy». Аль Мадрігал регулярно з'являвся на ток-шоу «Джиммі Кіммел в прямому ефірі». Працює кореспондентом на шоу «The Daily Show» разом з Джоном Стюартом, а також на радіомережі «CBS». Кращі серіали Аля Мадрігал: «Американський тато!», «Холостяк Гарі» і «Мій хлопчик».

## Фільмографія
| Рік       |   | Українська назва               | Оригінальна назва                     | Роль                       |
| --------- | - | ------------------------------ | ------------------------------------- | -------------------------- |
| 2003      | с | -                              | The Ortegas                           | Луїс Ортега                |
| 2004      | ф | Американа                      | Americana                             |                            |
| 2007—2010 | с | Чарівники з Вейверлі Плейс     | Wizards of Waverly Place              | іспанська кишеньковий ельф |
| 2008      | с | Ласкаво просимо в «Капітан»    | Welcome to the Captain                | Хесус                      |
| 2008      | с | -                              | Happy Hour                            | Рей                        |
| 2008      | ф | -                              | Buddy 'n' Andy                        | Мучо Густо                 |
| 2008—2009 | с | Холостяк Гарі                  | Gary Unmarried                        | Денніс Лопес               |
| 2009      | ф | Брехня та ілюзії               | Lies & Illusions                      | Мартін                     |
| 2009      | ф | -                              | The Very Funny Show                   |                            |
| 2009      | с | -                              | Los Foley Guys                        | Рей                        |
| 2010      | с | Нік Свардсон тимчасово симулює | Pretend Time                          | Мануель                    |
| 2010      | ф | -                              | Tax Man                               | Гілулі                     |
| 2011—2012 | с | Вільні агенти                  | Free Agents                           | Грегг                      |
| 2012      | с | Щоденне шоу                    | The Daily Show                        | різні персонажі            |
| 2014      | с | Американський тато!            | American Dad!                         | мексиканський охоронець    |
| 2014—2015 | с | Мій хлопчик                    | About a Boy                           | Енді                       |
| 2016      | ф | Так і ганяти лисого            | And Punching the Clown                | офіцер Дельгадо            |
| 2016      | с | Люцифер                        | Lucifer                               | доктор Джонатан Медіна     |
| 2016      | с | Труднощі асиміляції            | Fresh Off the Boat                    | містер Джі                 |
| 2016      | с | WHIH: Новинний фронт           | WHIH News Front                       | Уїлл Адамс                 |
| 2017      | ф | Подія монументального масштабу | A Happening of Monumental Proportions | Аарон                      |
| 2017      | ф | Безсоромна мандрівка           | Snatched                              | посол                      |
| 2017—2018 | с | Вмираю зі сміху                | I'm Dying Up Here                     | Едгар Мартінес             |
| 2018      | ф | Вечірня школа                  | Night School                          | Луїс                       |
| 2018      | с | Самотні батьки                 | Single Parents                        | Рік                        |
| 2019      | с | -                              | Ball & Tee                            | різні персонажі            |
| 2022      | ф | Морбіус                        | Morbius                               | Альберто Родрігес          |

## Нагороди
- 2004: нагорода «HBO Aspen Comedy Festival Juror Award» за роботу по стендап в Аспені
- 2014: нагорода «Genesis» на «The Daily Show»
- 2014: номінація «Imagen» в серіалі «Мій хлопчик»
- 2015: нагорода «Mixed Remix Festival» в категорії «Storyteller's Prize»